# Stora Karlsö
Stora Karlsö este o arie protejată (arie specială de conservare — SAC, sit de importanță comunitară — SCI, arie de protecție specială avifaunistică — SPA) din Suedia întinsă pe o suprafață de 1.176,8 ha, integral pe uscat.

## Localizare
Centrul sitului Stora Karlsö este situat la coordonatele 57°17′08″N 17°58′20″E / 57.2856°N 17.9723°E.

## Înființare
Situl Stora Karlsö a fost declarat sit de importanță comunitară în decembrie 1995 pentru a proteja 2 specii de plante și 6 specii de animale. Alte tipuri de protecție:
- arie de protecție specială avifaunistică (în martie 1996)[2]
- arie specială de conservare (în martie 2011)[1][3][4]

## Biodiversitate
Situată în ecoregiunile boreală și marină baltică, aria protejată conține 9 habitate naturale: Pajiști cu Molinia pe soluri calcaroase, turboase sau argilos-nămoloase (Molinion caeruleae), Pajiști uscate seminaturale și facies de acoperire cu tufișuri pe substraturi calcaroase (Festuco-Brometalia) (* situri importante pentru orhidee), Vegetație perenă pe țărmurile stâncoase, Pante stâncoase calcaroase cu vegetație casmofită, Păduri caducifoliate bătrâne naturale hemiboreale fino-scandinave (Quercus, Tilia, Acer, Fraxinus sau Ulmus) bogate în specii epifite, Alvar nordic și șisturi calcaroase precambriene, Recifuri, Lespezi calcaroase, Păduri pe pante, grohotișuri și ravene de Tilio-Acerion.
La baza desemnării sitului se află mai multe specii protejate:
- plante (2): Corydalis gotlandica, sorbus teodorii (Sorbus teodori)
- păsări (3): sfrâncioc roșiatic (Lanius collurio), Sterna paradisaea, silvie porumbacă (Sylvia nisoria)
- mamifere (1): Halichoerus grypus
- nevertebrate (1): Vertigo angustior
- pești (1): zglăvoacă (Cottus gobio)

Pe lângă speciile protejate, pe teritoriul sitului au mai fost identificate 1 specie de nevertebrate.